# Kölling (Bockhorn)
Kölling ist ein Ortsteil der Gemeinde Bockhorn im Landkreis Erding in Oberbayern. 

## Geografie
Der Ort liegt fünf Kilometer südöstlich von Bockhorn entfernt. Die Strogen tangiert den Ort.

## Verkehr
Die Staatsstraße 2084 verläuft einen Kilometer nördlich.